# (34662) 2000 WA172
2000 WA172 (asteroide 34662) é um asteroide da cintura principal. Possui uma excentricidade de 0.07899090 e uma inclinação de 14.79260º.
Este asteroide foi descoberto no dia 25 de novembro de 2000 por LINEAR em Socorro.